# هاینم کانتی
هاینم کانتی (به لاتین: Haenam County) یک منطقهٔ مسکونی در کره جنوبی است که در استان جئولانام-دو واقع شده‌است. هاینم ۱٬۰۱۳٫۸ کیلومتر مربع مساحت و ۸۷٬۹۵۶ نفر جمعیت دارد.